# Робер Сабатьє
Робер Сабатьє (фр. Robert Sabatier, 17 серпня 1923,  Париж — 28 червня 2012, Булонь-Біянкур) — французький прозаїк і поет, член Гонкурівської академії. Автор романів, есе, збірок афоризмів, поетичних збірок, а також дев'ятитомної Історії французької поезії.

## Біографія
Відвідував школу на Монмартрі, потім у кварталі каналу Сен-Мартен, свої шкільні роки описав у серії романів «Романи Олів'є», особливо успішним з яких був роман «Шведські сірники», екранізований у 1996 році Жаком Ерто. Пізніші романи серії, такі як «Олів'є 1940» та «Військові сурми» написані в жорсткішому стилі, близькому до поетики Чорана та Мак Орлана. Поезія Сабатьє близька за тональністю до сюрреалізму. Твори Сабатьє вийшли друком у перекладі 15 мовами.
З 1950 року працював в університетському видавництві «Пресс-Юніверсітер-де-Франс» фр. (Presses universitaires de France) згодом став літературним редактором видавництва Альбен Мішель.
1971 року був обраний до Гонкурівської академії, а згодом і до Академії Малларме. З 1978 року працював на радіо. 
Робер Сабатьє помер 28 червня 2012 року у шпиталі Амбруаз-Паре в передмісті Парижа Булонь-Біянкур.

## Премії
- Премія Гійома Аполлінера (Le Prix Guillaume Apollinaire),
- Премія Рішельє (Prix Richelieu),
- Премія Арто (Prix Artaud),
- Велика премія поезії Французької академії (1969).

## Твори

### Романи
- Alain et le nègre (Éditions Albin Michel, 1953)
- Le marchand de sable (1954)
- Le goût de la cendre
- Boulevard (1956)
- Canard au sang
- La sainte farce
- La mort du figuier (Prix Richelieu 1963)
- Dessin sur un trottoir
- Le chinois d'Afrique
- Les années secrètes de la vie d'un homme (1984)
- Les enfants de l'été (1978)
- La Souris verte (1990)
- Le Cygne  noir (1995)
- Le Lit de la Merveille (1997)
- Le Sourire aux lèvres (2000)
- Le Cordonnier de la rue triste (2009)
- Le roman d'Olivier :
  - Les Allumettes suédoises, Éditions Albin Michel, Paris (1969)
  - Trois sucettes à la menthe, Éditions Albin Michel, Paris (1972)
  - Les Noisettes sauvages, Édition Albin Michel (1974)
  - Les Fillettes chantantes (1980)
  - David et Olivier (1986)
  - Olivier et ses amis (1993)
  - Olivier 1940 (2003)
  - Les Trompettes guerrières (2007)

### Поезія
- Les fêtes solaires (Prix Artaud 1952)
- Dédicace d'un navire (1984)
- Les poisons délectables
- Les Châteaux de millions d'années
- Icare et autres poèmes
- L'oiseau de demain
- Lecture
- Ecriture
- Les Masques et le Miroir
- Les feuilles volantes
- Sahel
- lumiére vivante
- L'enfant sauvage

### Літературознавство
- Histoire de la poésie française (9 томів)